# Diastylidae
Diastylidae  (лат.) — семейство морских кумовых раков из класса высших раков (Malacostraca). Около 300 видов.

## Описание

Общий план строения кумового рачка Diastylis laevis

Небольшие ракообразные, внешним видом тела напоминающие головастиков: покрытая панцирем вздутая головогрудь и грудной отдел (покрыты общим панцирем карапаксом) укрупнены и контрастируют с более тонким брюшком (плеоном), заканчивающимся хвостовой вилкой. Анальная лопасть (тельсон) развита, свободная, цилиндрической или округлённой формы, суживается к концу, несёт как правило 2 апикальных шипика (иногда они отсутствуют, или их число равно 1 или 3). Антенны 1 с маленьким добавочным жгутиком. Антенны 2 самок состоят из 3 или 4 сегментов (конечный членик короткий). Уроподы (удлинённые конечности шестого сегмента) имеют 1-, 2- или 3-члениковый эндоподит
. Члены этого семейства семьи часто демонстрируют явный половой диморфизм.

## Систематика
Насчитывает около 300 видов и 24 рода. Семейство было впервые выделено в 1856 году британским зоологом Чарльзом Спенсом Бейтом (Charles Spence Bate; 1819—1889). В российских водах Японского моря встречаются представители 7 родов и более 10 видов.
- Anchicolurus Stebbing, 1912
- Anchistylis Hole, 1945
- Atlantistylis Reyss, 1975
- Brachydiastylis Stebbing, 1912
- Colurostylis Calman, 1911
- Cuma Milne-Edwards, 1828
- Diastylis Say, 1818
- Diastyloides G. O. Sars, 1900
- Diastylopsis Smith, 1880
- Dic Stebbing, 1910
- Dimorphostylis Zimmer, 1921
- Divacuma
- Ekleptostylis Stebbing, 1912
- Ektonodiastylis Gerken, Watling & Klitgaard, 2000
- Geyserius
- Holostylis Stebbing, 1912
- Leptostylis G. O. Sars, 1869
- Leptostyloides
- Makrokylindrus Stebbing, 1912
- Oxyurostylis Calman, 1912
- Pachystylis Hansen, 1895
- Paradiastylis Calman, 1904
- Paraleptostylis Vassilenko, 1990
- Vemakylindrus Bacescu, 1961

## Галерея

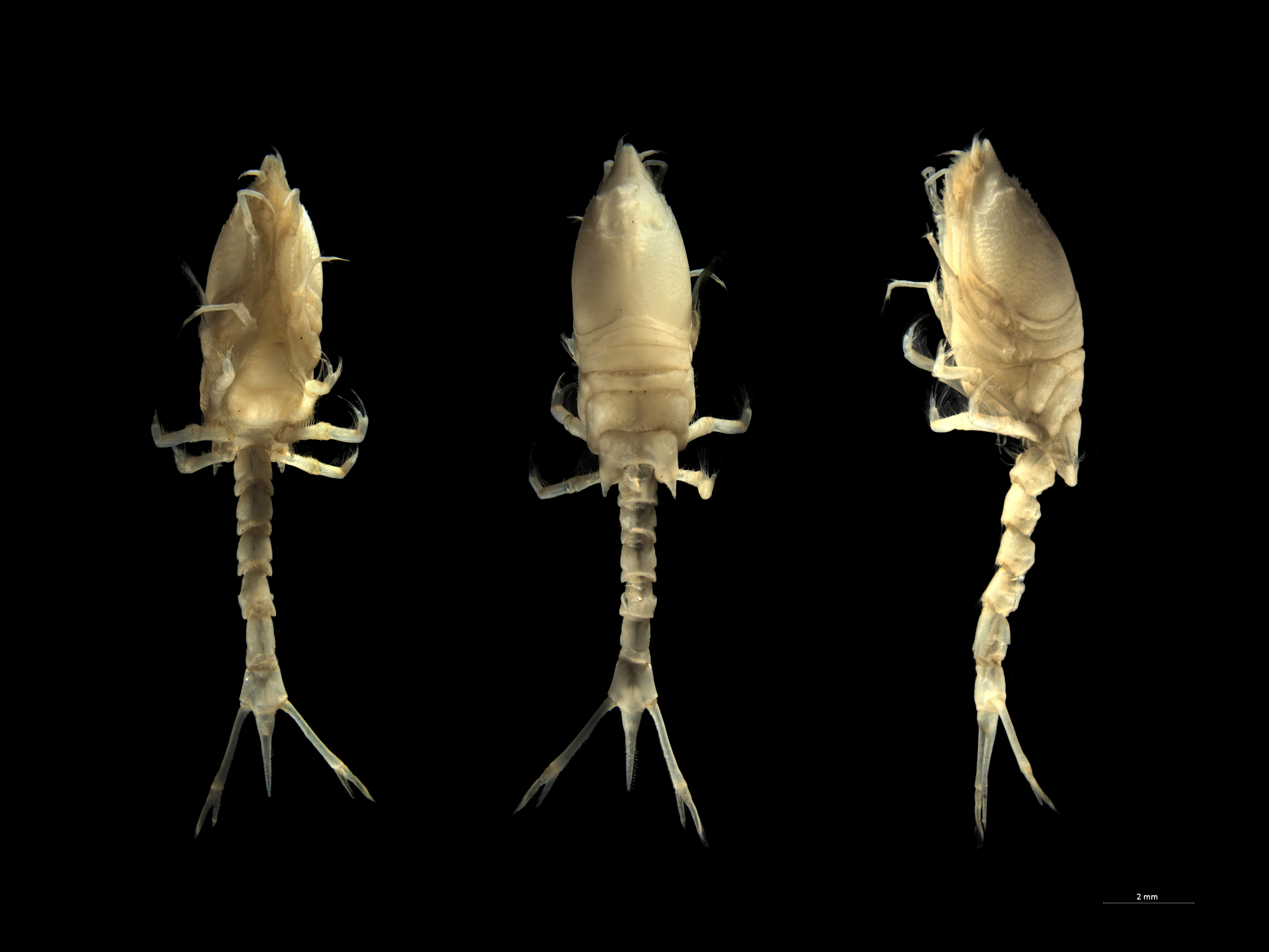
Diastylis rathkei
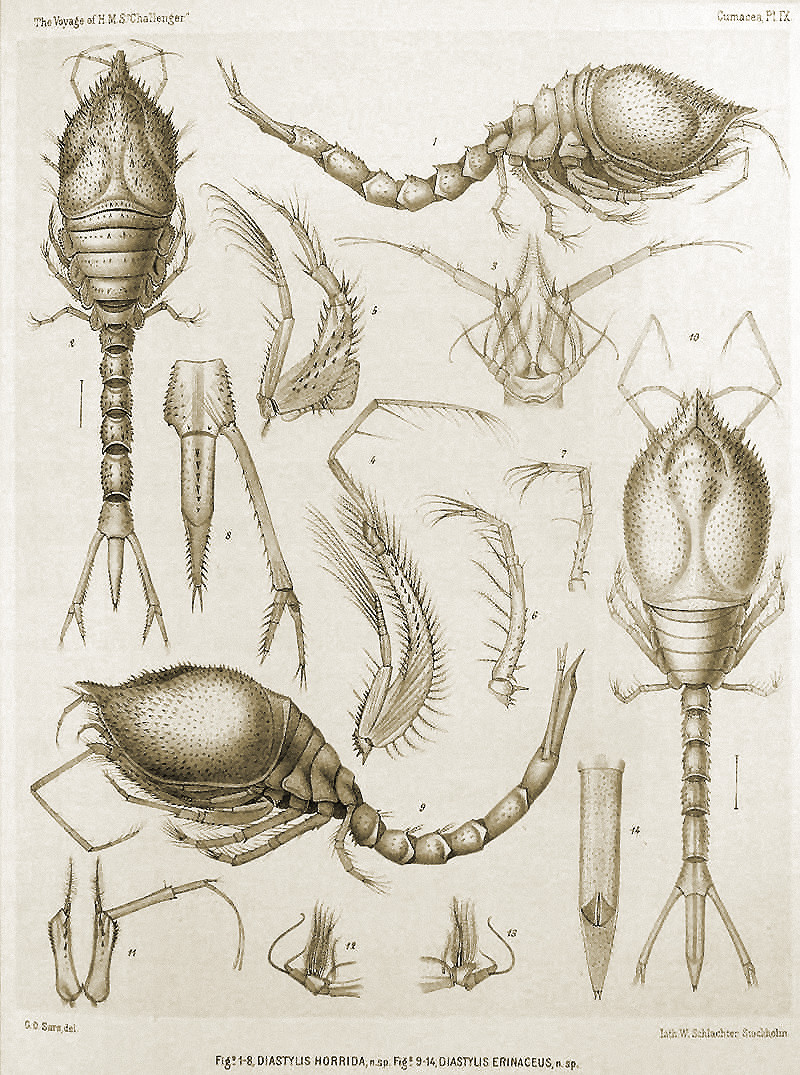
Makrokylindrus erinaceus
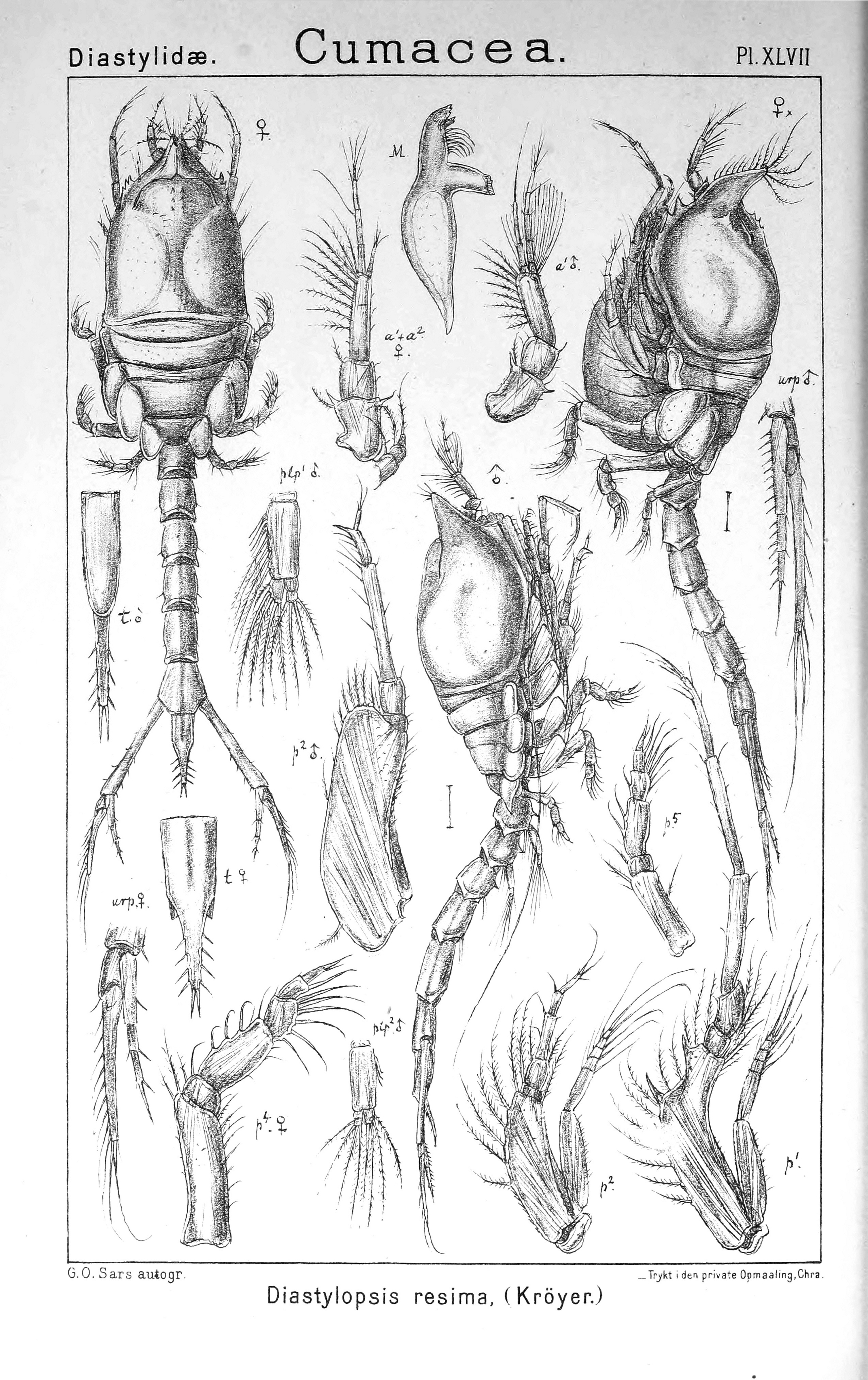
Diastylopsis resima